# Seznam zápasů české fotbalové reprezentace 1998
V roce 1998 odehrála česká fotbalová reprezentace celkem 10 mezistátních zápasů, z toho 3 kvalifikační o ME 2000, 2 na Kirin Cupu a 5 přátelských. Celková bilance byla 7 výher, 2 remízy a 1 prohra. Hlavním trenérem byl Dušan Uhrin, kterého v lednu vystřídal Jozef Chovanec.

## Přehled zápasů
| 25. března 1998 přátelský |       |           |                                                              |
| Česko                     | 2 – 1 | Irsko     | Andrův stadion, Olomouc diváci: 9 405 rozhodčí: Attila Juhos |
| Šmicer 50' Lasota 76'     |       | 10' Breen | Andrův stadion, Olomouc diváci: 9 405 rozhodčí: Attila Juhos |

| 22. dubna 1998 přátelský |       |                           |                                                                  |
| Slovinsko                | 1 – 3 | Česko                     | Fazaneria, Murska Sobota diváci: 2 500 rozhodčí: Robert Sedlacek |
| Bulajič 23'              |       | 26' Šmicer 58', 60' Lukeš | Fazaneria, Murska Sobota diváci: 2 500 rozhodčí: Robert Sedlacek |

| 21. května 1998 Kirin Cup |       |          |                                            |
| Česko                     | 1 – 0 | Paraguay | Kóbe diváci: 6 000 rozhodčí: Naotsugu Fuse |
| Šmicer 12'                |       |          | Kóbe diváci: 6 000 rozhodčí: Naotsugu Fuse |

| 24. května 1998 Kirin Cup |       |       |                                                     |
| Japonsko                  | 0 – 0 | Česko | Jokohama diváci: 66 930 rozhodčí: Jindamai Russamee |
|                           |       |       | Jokohama diváci: 66 930 rozhodčí: Jindamai Russamee |

| 27. května 1998 přátelský |       |                       |                                                                       |
| Jižní Korea               | 2 – 2 | Česko                 | Olympijský stadion, Soul diváci: 40 000 rozhodčí: Mohd Nazri Abdullah |
| Hwan 57' Choi 82'         |       | 18' Němec 32' Lokvenc | Olympijský stadion, Soul diváci: 40 000 rozhodčí: Mohd Nazri Abdullah |

| 19. srpna 1998 přátelský |       |        |                                                     |
| Česko                    | 1 – 0 | Dánsko | Letná, Praha diváci: 7 021 rozhodčí: Ryszard Wójcik |
| Rada 8'                  |       |        | Letná, Praha diváci: 7 021 rozhodčí: Ryszard Wójcik |

| 6. září 1998 kvalifikace ME 2000 |       |            |                                                               |
| Faerské ostrovy                  | 0 – 1 | Česko      | Svangaskard, Toftir diváci: 3 000 rozhodčí: Martti Hirviniemi |
|                                  |       | 85' Šmicer | Svangaskard, Toftir diváci: 3 000 rozhodčí: Martti Hirviniemi |

| 10. října 1998 kvalifikace ME 2000 |       |                                 |                                                            |
| Bosna a Hercegovina                | 1 – 3 | Česko                           | Koševo, Sarajevo diváci: 30 000 rozhodčí: Domenico Messina |
| Topić 88'                          |       | 12' Baranek 59' Kuka 90' Šmicer | Koševo, Sarajevo diváci: 30 000 rozhodčí: Domenico Messina |

| 14. října 1998 kvalifikace ME 2000       |       |              |                                                               |
| Česko                                    | 4 – 1 | Estonsko     | Na Stínadlech, Teplice diváci: 13 123 rozhodčí: Logi Olafsson |
| Nedvěd 8' Berger 21', 41' Meet 45' (vl.) |       | 90' Arbeiter | Na Stínadlech, Teplice diváci: 13 123 rozhodčí: Logi Olafsson |

| 18. listopadu 1998 přátelský |       |       |                                                    |
| Anglie                       | 2 – 0 | Česko | Wembley, Londýn diváci: 38 535 rozhodčí: Urs Meier |
| Anderton 23' Merson 39'      |       |       | Wembley, Londýn diváci: 38 535 rozhodčí: Urs Meier |